# Distrito de Futian
Distrito de Futian (福田区) é uma distrito da cidade de Shenzhen, da Provincia de Guangdong, na China, tem cerca de 885 mil habitantes.